# Puerto de La Laja
El puerto de La Laja es una antigua instalación portuaria situada en el municipio español de El Granado, en la provincia de Huelva, Andalucía. Se encuentra ubicada en la orilla izquierda del río Guadiana, a pocos kilómetros aguas abajo del puerto minero de Pomarão. La instalación fue construida en el siglo XIX, estando estrechamente asociada con las explotaciones mineras de Santa Catalina, Cabezas del Pasto y Las Herrerías de la Faja pirítica ibérica. 

## Puerto minero
Las extracciones mineras de Cabeza del Pasto y de Las Herrerías llegaban al puerto inicialmente transportados por vehículos y más tarde por un tramo de ferrocarril completado alrededor de 1888. El embarque de mineral se veía obstaculizado por la escasa profundidad del río, que no permitía el atraque de buques de más de 2000 toneladas. En 1923 la compañía Saint-Gobain amplió el puerto y dragó el río. La Laja sirvió para la descarga de mineral y maquinaria para las minas, manteniéndose en funcionamiento hasta 1967. De las viejas estructuras aún se pueden observar los depósitos y tolvas donde el mineral era descargado inclinando las vagonetas estacionadas en la cubierta superior. La cobertura de los depósitos han desaparecido, como el equipo para el transporte de mineral de hierro en los barcos.

## Línea férrea
El ferrocarril minero tenía 32 km de largo y una estrecha vía de tan sólo 762 mm. Estuvo operativo entre 1888 y 1965. Los últimos 9 kilómetros de la línea debían vencer un desnivel de unos 200 m, con una pendiente máxima del 2,26% y curvas muy cerradas. Esta última sección de trazado muy sinuoso y que incluso incluía un pequeño túnel, fue la última en ser construido para poder reemplazar un cable aéreo que durante unos 4 km conectaba El Sardón (entonces final de la línea) con el Puerto de la Laja. Como en la línea vecina São Domingos-Pomarão, tras la clausura del trazado se desmantelaron todas las infraestructuras. La plataforma de la línea se ha convertido en un reclamo turístico porque permite el paso en bicicleta por lo que se ha acondicionado como parte de la Vía Verde del Guadiana.

## Mina de Santa Catalina
La Mina de Santa Catalina es una pequeña mina de manganeso ubicada cerca del Puerto de La Laja. Fue abandonada en la década de 1940 restando del poblado en la actualidad únicamente unas pocas casas en las colinas circundantes, los restos de las entradas de las galerías y las escombreras. El flujo del mineral era realizado por coches tirados por mulas hacia el Puerto de la Laja. El camino seguido por estos coches fue aprovechado parcialmente por la actual carretera entre El Granado y Pomarão.